# Balairung

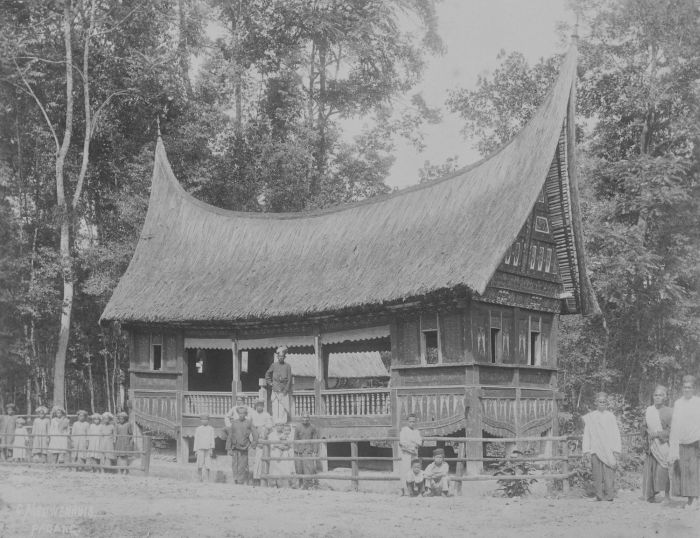
Balairung localizado em Matur

Balairung é um tipo de construção de aldeia pertencente ao grupo étnico Minangkabau de Sumatra Ocidental, na Indonésia. Esta aldeia é construída no mesmo formato das casas tradicionais de Rumah Gadang, características arquitetônicas do povo de Minangkabau. Considerando o Rumah Gadang como edifício apropraiado, o balairung é uma estrutura de pavilhão usada para tomar decisões por consenso.

## Etimologia
De acordo com o Minangkabau Dictionary (Dicionário de Minangkabau, em tradução livre), balairung é uma construção onde as decisões por consenso da aldeia são tomadas, previamente lideradas por um chefe (penghulu) do adat da sociedade (nikik mamak). A palavra balairung deriva de balai (pavilhão) e rung (edifício), referindo-se ao estilo tradicional de pavilhões de madeira da região.
O termo balairung foi incorporado na língua indonésia e continua a ser utilizada. O Great Dictionary of the Indonesian Language (O Grande Dicionário da Língua Indonésia, em tradução livre) define balairung como um balai (pavilhão) ou um pendapa, local onde o rei encontra as pessoas. Nos tempos modernos, qualquer tipo de pavilhão na Indonésia é nomeado como balairung, como por exemplo, a Universidade da Indonésia que contém um balairung e é um dos principais locais da universidade.

## Arquitetura

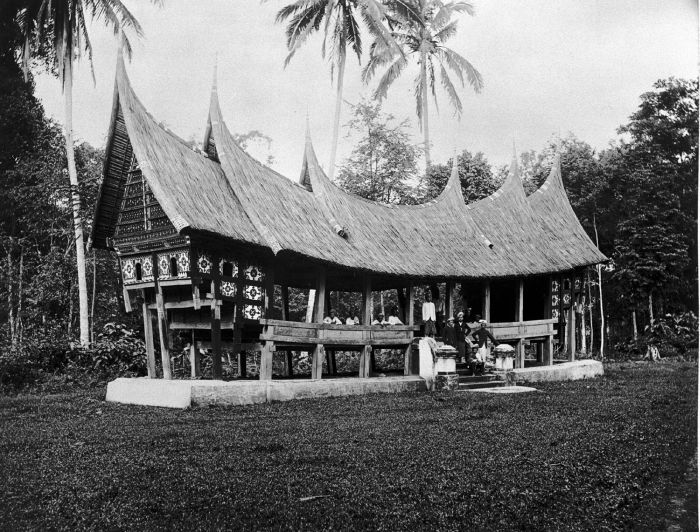
Balairung localizado em Batipuh, em Sumatra Ocidental

O balairung tem o mesmo formato do Rumah Gadang, adquirindo uma estrutura mais curva com arestas em curvas ascendentes. Se construídas, as paredes são decoradas com esculturas locais florais. Concatenando com a estrutura do Rumah Gadang, o bailarung é projetado em tamanho elevado e apoiado por colunas.
A principal diferença entre o balairung e o Ramah Gadang é o formato do interior, que não é dividido em pavimentos, mas projetado como uma única sala para usos diferentes. Ao contrário de um Rumah Gadang, as construções de bailarung não possuem painéis para portas ou persianas. Na maioria das vezes, o balairung não possui paredes. Devido à ausência de paredes no edifício, muitas pessoas podem se juntar à reunião do lado de fora. O acesso ao balairung é fornecido por um único portal no centro do edifício, ligado ao chão com uma escada.
O balairung pode ser consturído com o anjung, uma espécie de plataforma elevada nas duas extremidades. No local elevado da plataforma, é onde o penghulu pucuak deve estar assentado. Em alguns modelos, o balairung é construído com os pisos de mesmas dimensões. Em outros tipos, como o balairung koto piliang, a parte do meio do edifício não contém piso, permitindo que o cavalo do penghulu transite. A parte em que o chão desaparece é conhecida como labuan gajah.

## Uso
O balairung é o prédio de madeira onde um grupo de penghulu, sob o codinome de nikik mamak, lideram reuniões para resolver assuntos da aldeia. De acordo com o seu uso, o balairung pode ser dividido em balai saruang e balai pasujian. O balai saruang é utilizado para reuniões que resolvem disputas ou almejam a punição de outrem. Em contrapartida, o balai pasujian, é o espaço em que se realiza uma consulta pública antes da implementação de novas leis na aldeia. O balairung só pode ser construído em uma aldeia que tenha recebido o status de vila administrativa, o nagari. Dessa forma, o balairung atua como uma espécie de prefeitura nas aldeias locais.